# Jehiel H. Halsey
Jehiel Howell Halsey (* 7. Oktober 1788 in Southampton, New York; † 5. Dezember 1867 in Lodi, New York) war ein US-amerikanischer Jurist und Politiker. Zwischen 1829 und 1831 vertrat er den Bundesstaat New York im US-Repräsentantenhaus. Der Kongressabgeordnete Silas Halsey war sein Vater und der Kongressabgeordnete Nicoll Halsey sein Bruder.

## Werdegang
Jehiel Howell Halsey wurde ungefähr fünf Jahre nach dem Ende des Unabhängigkeitskrieges in Southampton im Suffolk County geboren. Die Familie zog 1793 in den Herkimer County, wo sie sich in dem Gebiet niederließ, das heute die Town von Lodi im Seneca County bildet. Dort besuchte er Gemeinschaftsschulen. Danach war er in der Landwirtschaft tätig. Zwischen 1819 und 1821 arbeitete als Stadtschreiber (county clerk) im Seneca County. Politisch gehörte er der Jacksonian-Fraktion an.
Bei den Kongresswahlen des Jahres 1828 für den 21. Kongress wurde er im 26. Wahlbezirk von New York in das US-Repräsentantenhaus in Washington, D.C. gewählt, wo er am 4. März 1829 die Nachfolge von Dudley Marvin und John Maynard antrat, welche zuvor zusammen den Distrikt im US-Repräsentantenhaus vertreten hatten. Er schied nach dem 3. März 1831 aus dem Kongress aus. Als Kongressabgeordneter hatte er den Vorsitz über das Committee on Accounts.
Nach seiner Kongresszeit war er wieder in der Landwirtschaft tätig. Zwischen 1832 und 1835 saß er im Senat von New York. Er hielt zwischen 1837 und 1843 den Posten als Vormundschafts- und Nachlassrichter (surrogate) im Seneca County. 1845 wurde er Supervisor in der Town von Lodi – eine Stellung, die er bis 1846 innehatte. Am 5. Dezember 1867 verstarb er in Lodi und wurde dann auf dem West Lodi Cemetery beigesetzt. Zu jenem Zeitpunkt war der Bürgerkrieg ungefähr zwei Jahre zu Ende.